# Gotha Projekt P 60C
O Gotha Projekt P 60C foi um protótipo aeronáutico da Goather, durante a Alemanha Nazi, para a concepção de uma aeronave de combate nocturno, capaz de combater em qualquer condição atmosférica. Foi o último design da família de aviões P 60. Estava equipado com um pesado armamento e radar.